# Medgidia
Medgidia (törökül: Mecidiye) megyei jogú város Romániában, Dobrudzsa vidékén, Constanța megyében, a Duna–Fekete-tenger-csatorna partján. Jelentős szőlő- és bortermelő vidéken fekszik. A hozzá tartozó települések: Remus Opreanu és Valea Dacilor.

## Fekvése
A település az ország délkeleti részén helyezkedik el, harminckilenc kilométerre nyugatra a megyeszékhelytől, Konstancától, a Duna–Fekete-tenger-csatorna két oldalán.

## Története
Karasu (törökül: fekete víz) néven a 15. században alapították a térséget elfoglaló oszmán csapatok. I. Abdul-Medzsid oszmán szultán uralkodása alatt jelentős fejlődésnek indult, fontos kereskedelmi központ lett és ekkor vette fel a szultán után a Mecidiye nevet. Ebben a periódusban épült a mecset és a török fürdő is.
A város polgármesterei: 
- 1898-1899: Ioan. N. Roman
- 1968-1979: Iftimie Ilisei, PCR
- 1979-1981: Alexandru Gheorge
- 1982-1983: Aurel Seceleanu
- 1984-1988: Gheorghe Călin
- 1989-1990: Dumitru Mardare
- 1992-2004: Mircea Pintilie FSN - PD - PSD
- 2004-2008: Dumitru Moinescu, PD
- 2008-        : Marian Iordache, PNL

| Pártok a 2008-as választásokon                | Tanácsosok száma |
| --------------------------------------------- | ---------------- |
| Nemzeti Liberális Párt                        | 10               |
| Szociáldemokrata Párt                         | 4                |
| Demokrata Liberális Párt                      | 4                |
| Romániai Török-Iszlám Tatár Demokratikus Unió | 1                |

## Lakossága
| 1912  | 1930  | 1948  | 1956   | 1966   | 1977   | 1992   | 2002   |
| 6.252 | 6.466 | 6.916 | 17.943 | 27.981 | 40.281 | 46.657 | 43.841 |

A nemzetiségi megoszlás a következő:
| 2002                        | 2002   | 2002   |
| --------------------------- | ------ | ------ |
| Románok                     | 35154  | 80,18% |
| Törökök                     | 4056   | 9,25%  |
| Tatárok                     | 3987   | 9,09%  |
| Romák                       | 497    | 1,13%  |
| Lipovánok                   | 40     | 0,09%  |
| Magyarok                    | 21     | 0,04%  |
| Görögök                     | 13     | 0,02%  |
| Örmények                    | 12     | 0,02%  |
| Németek                     | 11     | 0,02%  |
| Ukránok                     | 11     | 0,02%  |
| Egyéb vagy nem nyilatkozott | 39     | 0,09%  |
| Összesen                    | 43.841 | 100,0% |

## Látnivalók
- Abdul-Medzsid mecset - 1860-ban épült.
- Ortodox katedrális - római kori romokra építették.
- Lucian Grigorescu Művészeti Múzeum
- Szerb, horvát és szlovén első világháborús hősi emlékmű - a piramist a jugoszláv állam építette 1926-ban.
- Iftimie Ilisei sportkomplexum
- A Duna-Fekete-tenger csatornán átívelő híd

## Éghajlata
| Hónap                         | Jan. | Feb. | Már. | Ápr. | Máj. | Jún. | Júl. | Aug. | Szep. | Okt. | Nov. | Dec. | Év   |
| ----------------------------- | ---- | ---- | ---- | ---- | ---- | ---- | ---- | ---- | ----- | ---- | ---- | ---- | ---- |
| Átlagos max. hőmérséklet (°C) | 2,0  | 3,0  | 8,0  | 14,0 | 20,0 | 24,0 | 26,0 | 26,0 | 22,0  | 16,0 | 9,0  | 4,0  | 14,6 |
| Átlaghőmérséklet (°C)         | 1,0  | 2,0  | 4,0  | 10,0 | 15,0 | 19,0 | 21,0 | 21,0 | 17,0  | 11,0 | 6,0  | 1,0  | 10,7 |
| Átlagos min. hőmérséklet (°C) | −3,0 | −2,0 | 2,0  | 5,0  | 10,0 | 14,0 | 16,0 | 15,0 | 12,0  | 7,0  | 2,0  | −1,0 | 6,5  |
| Forrás: Weatherbase.com       |      |      |      |      |      |      |      |      |       |      |      |      |      |

## Híres emberek
- Lucian Grigorescu (Medgidia, 1894. február 1. – Bukarest, 1965. október 28.): poszt-impresszionista festőművész.